# Републикански път III-8102
Републикански път IIІ-8102 е третокласен път, част от Републиканската пътна мрежа на България, преминаващ изцяло по територията на Софийска област. Дължината му е 15,4 km.
Пътят се отклонява надясно при 23,5 km на Републикански път II-81 и се насочва на изток по южния склон на Мала планина (част от Западна Стара планина). Преминава през селата Дръмша и Чибаовци, след което завива на север и при село Свидня слиза в дълбоката долина на Искрецка река (ляв приток на Искър), където се свързва с Републикански път III-164 при неговия 4 km.
| Пътища, отклоняващи се надясно (населено място, № на пътя, посока на пътя) | km   | Пътища, отклоняващи се наляво (посока на пътя, № на пътя, населено място) |
| -------------------------------------------------------------------------- | ---- | ------------------------------------------------------------------------- |
| Община Костинброд, II-81, 23,5 km →                                        | 0,0  | → 23,5 km, II-81, Община Костинброд                                       |
|                                                                            | 1,3  | → общински път (за с. Дреново)                                            |
| с. Дръмша                                                                  | 4,4  | с. Дръмша                                                                 |
| с. Чибаовци                                                                | 8,9  | с. Чибаовци                                                               |
| Община Своге                                                               | 12,3 | Община Своге                                                              |
| (от гр. Своге) III-164, 4 km, с. Свидня →                                  | 15,4 | → с. Свидня, 4 km, III-164 (до с. Бучин проход)                           |